# Johann Georg Heinrich Feder
Johann Georg Heinrich Feder (Schornweisach, 15 maggio 1740 – Hannover, 22 maggio 1821) è stato un filosofo tedesco.

## Biografia
Nacque il 15 maggio 1740 nel villaggio di Schornweisach (ora parte di Uehlfeld, Baviera) nel Principato di Bayreuth, figlio di Martin Heinrich Feder († 1749), pastore del villaggio. Studiò teologia e pedagogia a Erlangen. Dal 1768 al 1782 fu professore di filosofia presso l'Università di Gottinga.
Massone, fu membro degli Illuminati di Baviera con il nome di Marcus Aurelius.
I suoi scritti furono incontrarono il favore dei lettori, soprattutto per la raffinatezza dello stile. Feder affrontò decisamente l'idealismo di Kant. Guadagnò notorietà attraverso la revisione dell'opera di Kant Critica della ragion pura. Come filosofo Feder apparteneva ai migliori rappresentanti eclettici della scuola Leibniz-Wolff.

## Opere
- Sex dies, intra quos opus creationis absolutum, quales fuerint (1759).
- Homo natura non ferus (1765).
- Grundriss der philosophischen Wissenschaften (1767). 2nd ed., 1769.
- Vom Werthe des systematischen Denkens (1767).
- Der neue Emil (1768–1774). 2 volumi.
  - Volume 1, 1768. 2nd ed., 1771. 3rd ed., 1774.
  - Volume 2, 1774.
- Logik und Metaphysik im Grundriss (1769). 3rd ed., 1783. Google (UMich)
- Lehrbuch der praktischen Philosophie (1770).
- Institutiones logicae et metaphysicae (1777).
- Untersuchungen über den menschlichen Willen (1779–1793). 4 volumi.
  - Volume 1, 1779.
  - Volume 2, 1782.
  - Volume 3, 1786.
  - Volume 4, 1793.
- Grundlehren zur Kenntniß des menschlichen Willens (1783). 2nd ed., 1785. Google (Lausanne)
- Ueber Raum und Causalität, zur Prüfung der kantischen Philosophie (1787).
- (ed.) Philosophische Bibliothek (1788–1791). 4 volumi.
- Grundsätze der Logik und Metaphysik (1794).
- Sophie Churfürstin von Hannover im Umriss (1810).
- Handbuch über das Staats- Rechnungs- und Kassen-Wesen (1820). Google (UMich)
- Feders Leben, Natur und Grundsätze (1825). [Autobiografia di Feder, curata da suo figlio Karl August Ludwig]